# A Última Floresta
A Última Floresta é um filme documentário brasileiro de 2021 dirigido por Luiz Bolognesi, com roteiro de Bolognesi e do xamã yanomami Davi Kopenawa.

## Produção
O filme tem parcialmente o caráter de documentário e é baseado no livro A Queda do Céu – Palavras de um Xamã Yanomami, escrito pelo antropólogo Bruce Albert e lançado em 2015, estando focado nas vivências e tradições do povo yanomami e suas lutas pela sobrevivência contra as múltiplas ameaças representadas pelo homem branco, reconstruídas principalmente através das falas de Kopenawa, que é o personagem central do livro e do filme. Além da parceria com Kopenawa na escrita do roteiro, Bolognesi contou com a colaboração de outros indígenas.

## Lançamento
O filme foi lançado em março de 2021 no Festival de Cinema de Berlim, sendo o único representante brasileiro, e foi lançado no Brasil no encerramento do festival É Tudo Verdade. Desde então participou de vários outros festivais e mostras de cinema, entre eles o rec•tyty (primeiro festival de arte indígena contemporânea), o Visions du Réel, o Docs Barcelona, o Festival Imagem dos Povos, e a Mostra Ecofalante de Cinema Ambiental.

## Recepção crítica
Tem recebido críticas positivas e vem colecionando prêmios: Melhor Filme na competição oficial do Seoul Eco Film Festival, e o prêmio do público como Melhor Filme da Mostra Panorama do Festival de Berlim.
Fazendo uma resenha do filme, Mariane Morisawa disse: 
"A visão íntima da vida na aldeia faz diferença. Não há como não se maravilhar com a bolsa trançada na hora para carregar a caça, ou os ornamentos sofisticados de penas, sementes e miçangas. Ou se encantar com o pensamento yanomami, que vê tudo interligado, e a floresta como um organismo vivo do qual eles fazem parte. [...] A Última Floresta é eficiente em desmantelar qualquer noção de primitivismo dos povos originários. Os indígenas tinham razão o tempo inteiro, e os acontecimentos dos últimos anos deixam isso muito claro. A destruição da Floresta Amazônica causa poluição e falta de água no Sudeste e nas plantações de soja do Centro-Oeste. Uma doença registrada pela primeira vez na China paralisa o mundo inteiro. Que nós, não indígenas, possamos ouvir e aprender".
Para o crítico Matheus Mans,
"Para reverenciar ao máximo esse povo, Bolognesi toma as melhores decisões estéticas possíveis. [...] Não há excessos de iluminação, nem um trabalho de fotografia que mais atrapalha do que ajuda. Tudo é natural. O roteiro, enquanto isso, segue dois caminhos. De um lado, mostra as raízes, lendas e entidades daquele povo com encenações realizadas pelo próprio povo. Isso, claro, engrandece a narrativa e deixa tudo ainda mais rico. [...] Do outro, e é aqui que encontramos os melhores momentos, vemos Davi Kopenawa batalhando por sua comunidade, seja tirando garimpeiros da região, ensinando os mais jovens a como lidar com os não-indígenas ou, ainda, articulando com outras comunidade. [...] Assim, Bolognesi, de novo, fala sobre esses povos originários com respeito. [...] É um filme que vai além de sua narrativa. É resistência".

## Prêmios e Indicações
| Ano  | Premiação                                                  | Categoria                                            | Recipiente(s)                           | Resultado | Ref.   |
| ---- | ---------------------------------------------------------- | ---------------------------------------------------- | --------------------------------------- | --------- | ------ |
| 2021 | Festival de Berlim                                         | Prêmio do Público (Panorama) Panorama-Publikumspreis | A Última Floresta                       | Venceu    | [ 10 ] |
| 2021 | Seoul International Eco Film Festival                      | Melhor Filme                                         | A Ultima Floresta                       | Venceu    | [ 11 ] |
| 2022 | Prêmios Platino do Cinema e do Audiovisual Ibero-americano | Melhor Documentário                                  | A Última Floresta                       | Venceu    | [ 12 ] |
| 2022 | Grande Prêmio do Cinema Brasileiro                         | Melhor Direção                                       | Luiz Bolognesi                          | Indicado  | [ 13 ] |
| 2022 | Grande Prêmio do Cinema Brasileiro                         | Melhor Longa-metragem Documentário                   | A Última Floresta                       | Venceu    | [ 13 ] |
| 2022 | Grande Prêmio do Cinema Brasileiro                         | Melhor Roteiro Original                              | Davi Kopenawa Yanomami e Luiz Bolognesi | Indicado  | [ 13 ] |
| 2022 | Grande Prêmio do Cinema Brasileiro                         | Melhor Montagem – Documentário                       | Ricardo Farias                          | Venceu    | [ 13 ] |